# Ranitomeya vanzolinii
Espèce
Synonymes
- Dendrobates vanzolinii Myers, 1992

Statut de conservation UICN

 LC  : Préoccupation mineure
Statut CITES
Ranitomeya vanzolinii est une espèce d'amphibiens de la famille des Dendrobatidae.

## Répartition
Cette espèce se rencontre jusqu'à 1 300 m d'altitude dans les régions de Huánuco, Pasco et d'Ucayali au Pérou et dans l'État d'Acre au Brésil.

## Description
Ranitomeya vanzolinii mesure de 16.7 à 19 mm

## Étymologie
Cette espèce a été nommée en l'honneur de Paulo Emilio Vanzolini.

## Publication originale
- Myers, 1982 : Spotted poison frogs : descriptions of three new Dendrobates from western Amazonia and resurrection of a lost species from "Chiriqui". American Museum novitates, no 2721, p. 1-23 (texte intégral).